# Komfort
Komfort (französisch confort, „Behaglichkeit“, aus lateinisch confortare, „stärken“) ist die Bequemlichkeit, die auf der Präsenz von bestimmten Anlagen, Empfindungen, Gefühlen, Gegenständen, Geräten, Maschinen oder Situationen beruht. Eine Einrichtung ist auf Grund ihrer Möglichkeiten und ihrer Ausstattung mit Gegenständen komfortabel, wenn sie dem Menschen das Arbeitsleid oder den Disstress verringert und ihm Behaglichkeit oder Entspannung bietet.

## Allgemeines
In Meyers Konversations-Lexikon aus 1876 ist Komfort der „Inbegriff leiblichen und seelischen Wohlergehens, insbesondere für häusliche Behaglichkeit“. Mit Komfort werden außerdem Bequemlichkeit, Luxus und Zufriedenheit verbunden. Er ist die Abwesenheit jeglichen „Diskomforts“. Diskomfort ist die Anwesenheit von auffälligen, unangenehmen Empfindungen. Hierbei wird davon ausgegangen, dass der Mensch ständig aktuelle mit bisher erlebten Situationen vergleicht. Solange keine Diskrepanzen zwischen dem Erlebten und den an die Situation gestellten Erwartungen bestehen, wird diese Situation nicht bewusst wahrgenommen. Erst wenn Unterschiede auftreten, werden diese konkret festgestellt. Demnach ist der Komfort abhängig von den Erwartungen des den Komfort Beurteilenden.
Nach Zhang/Helander/Drury (1996) sind Komfort und Diskomfort nicht auf der Achse eines Kontinuums angeordnet. Nach ihrer Clusteranalyse von Begrifflichkeiten ist Komfort mit dem Aspekt des Gefallens, Diskomfort mit dem Aspekt des Erleidens verbunden. Es ist somit möglich, Komfort und Diskomfort zur gleichen Zeit zu erfahren. Als Beispiel könnte hier das Fahren eines extremen Sportwagens dienen. Objektiv herrscht im Vergleich zu einer Limousine hoher Diskomfort (Schwingung, Lärm usw.). Subjektiv empfindet der Fahrer meist Gefallen am Fahren des Sportwagens. Somit treten Komfort und Diskomfort zur gleichen Zeit auf.

## Bedienkomfort
Der Bedienkomfort (englisch ease of use) ist als englisch Human Factor eines der wesentlichen Merkmale der Kundenerwartung und Kundenzufriedenheit. Besonders technisch komplexe Geräte können ihre Funktionalität nur vollständig zur Entfaltung bringen, wenn der Benutzer sie ohne Schwierigkeiten (Bedienfehler) bedienen kann. Die Akzeptanz eines Geräts und somit dessen Markterfolg wird neben dem Bedienkomfort maßgeblich vom wahrgenommenen Nutzen bestimmt.

## Fahrkomfort
Komfort im fahrzeugtechnischen Sinne ist eine allgemeine Bezeichnung für den "Fahrkomfort", den ein Kraftfahrzeug seinen Insassen zu bieten vermag, und ist je nach Art des Fahrzeugs stärker oder schwächer ausgeprägt. Der Fahrkomfort wird zum größten Teil bestimmt durch
- die Abstimmung der Federung (weich oder hart)
- die Fahreigenschaften (ruhig gedämpft oder hart und poltrig)
- die Geräuschentwicklung (leise oder laut)
- die Ausstattung, die
  - dem Fahrer die Arbeit des Fahrens erleichtert (z. B. Servohilfen für Lenkung, Automatikgetriebe) bzw.
  - den Insassen ein entspanntes Reisen ermöglicht (z. B. bequeme Sitze, die mit dem KFS-Verfahren beurteilt werden).

## Hotelwesen
Komfort ist ebenfalls die offizielle Bezeichnung für eine Preisklasse von europäischen Hotelzimmern, die oberhalb des Standards liegt:
| Anzahl der Sterne     | Preisklasse | Zimmergröße (Einzelzimmer/Doppelzimmer) | Dienstleistung |
| --------------------- | ----------- | --------------------------------------- | --- |
| {\displaystyle *}     | Tourist     | bis 8 m² / bis 12 m²                    | Rezeption, einfaches Frühstück (continental breakfast), fließendes Wasser, Kofferablage, Aufenthaltsraum                                                                                           |
| {\displaystyle **}    | Standard    | bis 12 m² / bis 16 m²                   | 50 % der Zimmer mit Dusche/Bad/WC, Stuhl pro Bett, Tisch; Getränkeautomat |
| {\displaystyle ***}   | Komfort     | bis 14 m² / bis 18 m²                   | 90 % der Zimmer mit Dusche/Bad/WC, Telefon im Zimmer, 70 % der Zimmer mit Fernsehgerät, Minibar; erweitertes Frühstück/Buffet, 12 Stunden besetzte Rezeption, Restaurant                           |
| {\displaystyle ****}  | First Class | bis 16 m² / bis 24 m²                   | alle Zimmer mit Dusche/Bad/WC, Frühstücksbuffet und Zimmerservice, Bademantel auf Wunsch, Kosmetikspiegel, Fön, alle Zimmer mit Fernsehgerät; Empfangshalle, Restaurant, Hotelbar                  |
| {\displaystyle *****} | Luxus       | über 18 m² / über 26 m²                 | Suiten, Zimmer mit Dusche/WC, davon 80 % mit Bad/WC, 24 Stunden besetzte Rezeption mit Concierge, Empfangshalle mit Getränkeservice, Restaurants, Hotelbar, Konferenzräume und Bankett-Möglichkeit |

Es handelt sich um eine europaweite Klassifizierung (Hotelstars Union). Sie ist drei Jahre gültig, danach erfolgt eine erneute Überprüfung nach den dann aktuellen Kriterien. 

## Wirtschaftliche Aspekte
Ein besonderer Komfort geht von superioren Gütern wie Luxusgütern aus, die eine hohe Produkt- oder Dienstleistungsqualität aufweisen. Komfort bedeutet „Zustand des ruhigen Genusses“; „Luxus“ ist eine Sache, die ein ausgeprägtes Vergnügen verursacht, die aber gleichzeitig teuer oder selten oder schwer zu erreichen oder zu erwerben ist. Das Wesen von beidem besteht in seiner Fähigkeit, „Genuss“ zu erzeugen. Luxusgüter werden meist nur von Güternachfragern mit hoher Zahlungsbereitschaft erworben. Je höher die Preisklasse in Hotels ist, umso höher ist der Komfort bis hin zu Wellness-Angeboten. 